# Bogliasco
Bogliasco (Boggiasco in ligure) è un comune italiano di 4 252 abitanti della città metropolitana di Genova in Liguria.

## Geografia fisica
È il primo comune del territorio del Golfo Paradiso che si incontra procedendo da Genova verso la Riviera di Levante, in una piccola insenatura alla foce del torrente omonimo. Tra i rilievi del territorio vi è il monte Cordona (803 m) lungo l'antico sentiero per la frazione di Sessarego e il monte Rotondo (789 m).
Le spiagge si alternano a profonde e caratteristiche scogliere. L'entroterra è quello tipico del levante ligure, in parte a fasce coltivate a olivo, con possibilità di escursioni.

## Clima
Bogliasco, riparato dai monti a nord, presenta in inverno un clima molto mite con temperature superiori a quelle registrate nella vicina Genova anche di diversi gradi; in estate il clima è piuttosto caldo e umido con una percezione della temperatura a volte superiore a quella reale. 
La tabella seguente riporta i dati registrati da una stazione amatoriale meteo facente parte della rete LIMET ubicata a 60m. slm.
Dati stazione meteo amatoriale 2009-2023 di Bogliasco (m.60)
| Mese                  | Mesi        | Mesi        | Mesi        | Mesi        | Mesi        | Mesi        | Mesi        | Mesi        | Mesi        | Mesi        | Mesi        | Mesi        | Stagioni | Stagioni | Stagioni | Stagioni | Anno |
| Mese                  | Gen         | Feb         | Mar         | Apr         | Mag         | Giu         | Lug         | Ago         | Set         | Ott         | Nov         | Dic         | Inv      | Pri      | Est      | Aut      | Anno |
| --------------------- | ----------- | ----------- | ----------- | ----------- | ----------- | ----------- | ----------- | ----------- | ----------- | ----------- | ----------- | ----------- | -------- | -------- | -------- | -------- | ---- |
| T. max. media (°C)    | 12,5        | 12,7        | 15,2        | 18,2        | 21,0        | 25,2        | 27,8        | 28,5        | 25,4        | 21,3        | 17,0        | 13,9        | 13,0     | 18,1     | 27,2     | 21,2     | 19,9 |
| T. media (°C)         | 10,3        | 10,4        | 12,6        | 15,4        | 18,3        | 22,4        | 24,9        | 25,4        | 22,7        | 18,9        | 14,8        | 11,9        | 10,9     | 15,4     | 24,2     | 18,8     | 17,3 |
| T. min. media (°C)    | 8,2         | 8,0         | 10,0        | 12,7        | 15,6        | 19,7        | 22,1        | 22,7        | 19,9        | 16,5        | 12,7        | 9,9         | 8,7      | 12,8     | 21,5     | 16,4     | 14,8 |
| T. max. assoluta (°C) | 19,8 (2018) | 19,1 (2021) | 26,7 (2017) | 29,6 (2018) | 33,8 (2022) | 34,1 (2022) | 33,9 (2015) | 36,3 (2018) | 33,4 (2016) | 28,2 (2018) | 22,7 (2013) | 20,9 (2015) | 20,9     | 33,8     | 36,3     | 33,4     | 36,3 |
| T. min. assoluta (°C) | −1,1 (2012) | −3,1 (2012) | −0,7 (2018) | 6,2 (2020)  | 8,1 (2019)  | 12,8 (2013) | 14,4 (2011) | 15,0 (2013) | 12,2 (2010) | 7,3 (2012)  | 3,6 (2010)  | −1,3 (2009) | −3,1     | −0,7     | 12,8     | 3,6      | −3,1 |
| Precipitazioni (mm)   | 84          | 85          | 83          | 64          | 55          | 34          | 22          | 46          | 81          | 101         | 162         | 92          | 261      | 202      | 102      | 344      | 909  |

## Origini del nome
Il toponimo è composto dal termine Boggi, accompagnato dal suffisso asco. Studi più recenti, e forse più accreditati, collegano l'origine del nome dalla parola bogli in lingua latina bulliens, traducibile in "bollente".
Anticamente, infatti, il torrente veniva chiamato rio dei bogli poiché l'acqua mediante piccole cascate lungo il percorso crea un effetto spumeggiante nelle pozze presenti. Secondo un'altra ipotesi il termine deriverebbe dal dialetto genovese bœggi (in italiano buchi) data la presenza di pozze nel torrente Bogliasco; il suffisso -asco sarebbe un suffisso prettamente ligure.

## Storia

### Età preistorica e romana

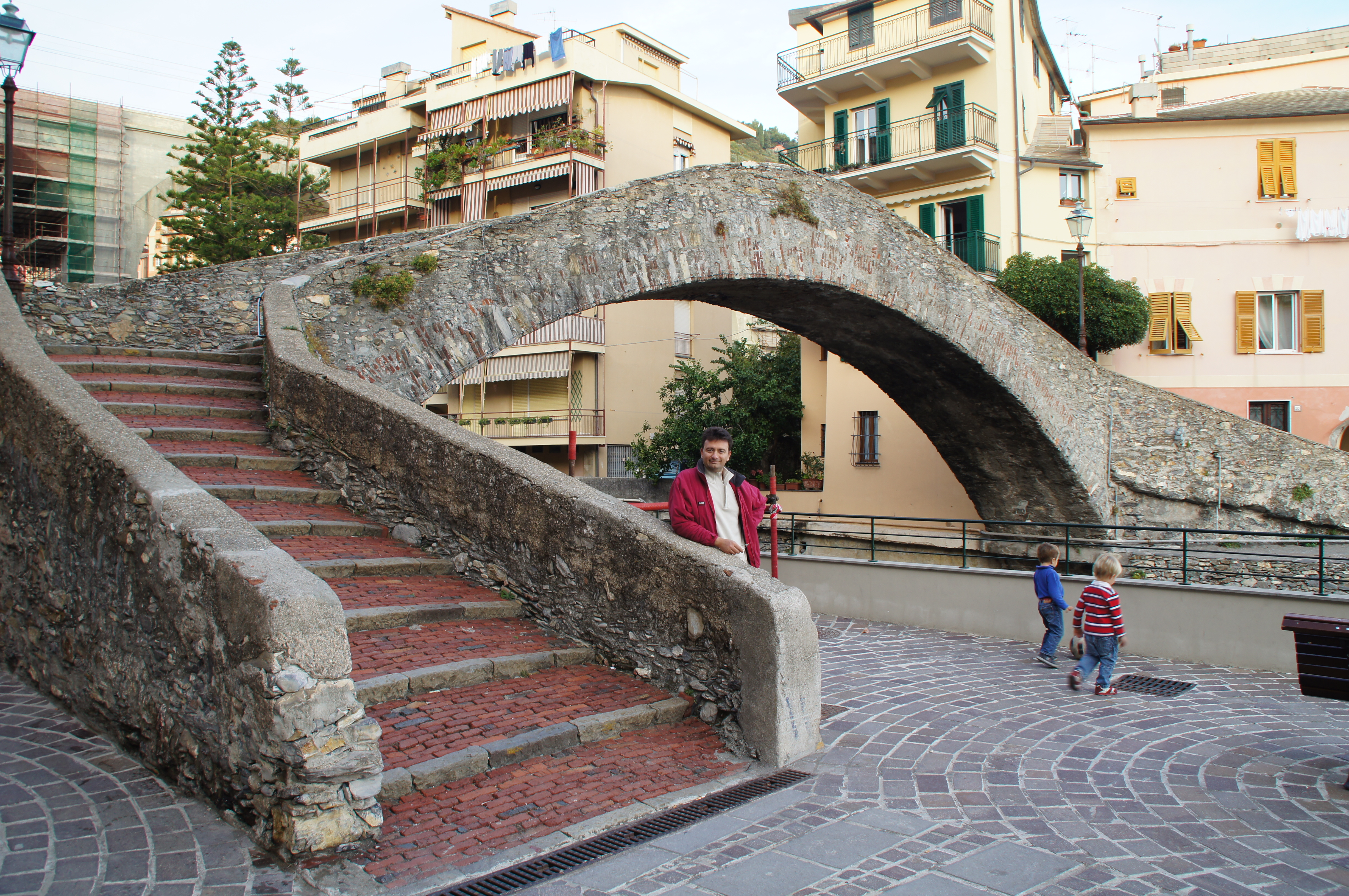
Il ponte medievale, detto "romano", presso la foce del torrente Bogliasco.

Negli anni ottanta del XX secolo la Soprintendenza Archeologia della Liguria avviò, in località Nasoni, uno scavo archeologico che ebbe come risultato il ritrovamento di pietre scheggiate - adattate a mo' di utensili - risalenti al Paleolitico Medio e altre riconducibili al Mesolitico.
Sempre nella stessa località, posta a circa 750 m s.l.m. sulle pendici del monte Cordona, furono trovati reperti databili all'epoca imperiale romana confermando l'ipotesi che già allora il percorso che dalla val Fontanabuona si dirigeva in Riviera era utilizzato come località di transito dalle truppe romane.
Altra testimonianza dell'occupazione romana la si può trovare nel ponte cosiddetto "romano" che attraversa il torrente quasi alla sua foce. La costruzione attuale risalirebbe al XIII secolo, ma radicali interventi di ristrutturazione furono compiuti nel XVII secolo. Raimondo Sirotti soleva ripetere che sarebbe stato più corretto chiamarlo "ponte romanico" dal periodo della sua origine reale.

### Le invasioni barbariche e saracene
Dopo la dominazione dei Bizantini dal 538, passò sotto il controllo dei Longobardi dal 641, occupazione condotta dal re Rotari e che sottomise quasi interamente il territorio ligure.
A partire dal 733 i Franchi di Carlo Magno occuperanno le terre degli antichi Liguri per poi arrivare dopo l'anno 1000 alla costituzione del dominio genovese del quale il borgo di Bogliasco fece parte.
Come altri centri della costa fu fino al X secolo vittima di frequenti incursioni dei corsari barbareschi che diedero luogo a violenze, distruzioni e saccheggi. Importanti e preziosi oggetti furono trafugati dai luoghi di culto.

### La Repubblica di Genova

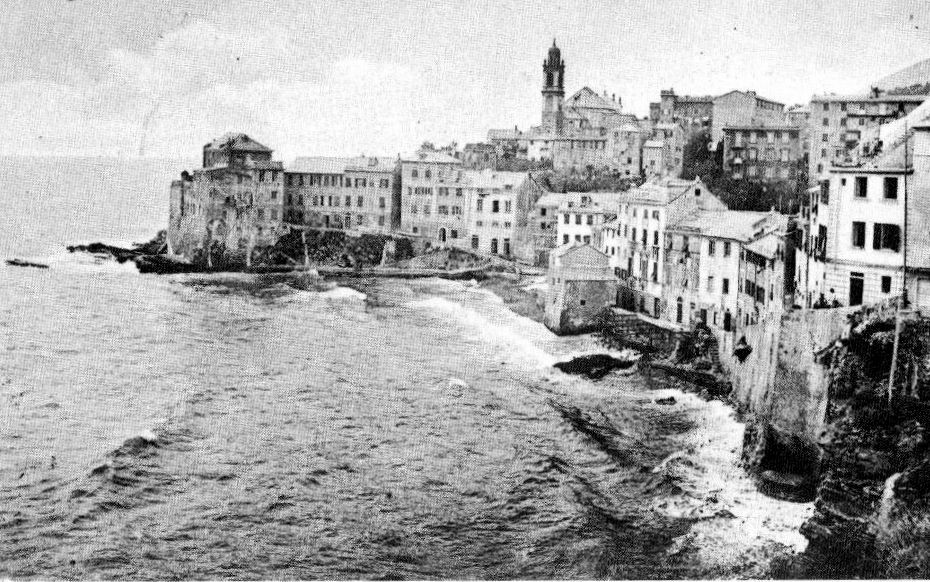
Panorama di inizio XX secolo del centro marinaro rivierasco

A partire dal XII secolo divenne parte integrante della Repubblica di Genova che sottopose il borgo marinaro nella podesteria del Bisagno, seguendone pertanto le sorti. Proprio a partire da questo periodo risalgono i primi documenti ufficiali - atti notarili per lo più - inerenti a vendite di terreni, case, mulini o sepolture. Al 1182 risale il primo documento che attesta la presenza della locale chiesa parrocchiale a Bogliasco, dedicata poi alla Natività della Beata Vergine Maria.
Molti bogliaschini parteciparono alle guerre della repubblica genovese contro i suoi storici rivali: nell'assedio della roccaforte di Ventimiglia, del 21 maggio 1238, il borgo vi partecipò utilizzando proprie navi e un abitante di Bogliasco, in servizio alla flotta genovese, guidò un gruppo di soldati. Secondo il racconto storico egli corse con il vessillo genovese lungo le pendici del monte e giunto sulla cima collocò la croce di San Giorgio, simbolo della Repubblica. Il 12 aprile 1274 un altro popolano di Bogliasco, chiamato Pietro, combatté contro Carlo I d'Angiò, tiranno di Sicilia e nemico di Genova.
Nel 1432, nella guerra tra la repubblica genovese e la Repubblica di Venezia, un gruppo di galee veneziane giunse nel golfo del Tigullio occidentale mettendo a ferro e fuoco le cittadine di Santa Margherita Ligure, Rapallo e Zoagli. Successivamente approdarono a Bogliasco dove provocarono distruzioni e incendi di case, alberi e vegetazione. La popolazione, compreso il pericolo, si diresse immediatamente nel borgo di Sessarego, posto sulle alture e all'epoca praticamente invisibile da Bogliasco, scongiurando una morte certa. Dal 1636 entrò a far parte della giurisdizione del capitaneato di Recco assieme ad altri borghi vicini.
La peste, giunta in Liguria nel 1656, causò nel borgo numerose vittime tra la popolazione; l’anno successivo se ne contarono 139.

### Dal dominio francese al Regno d'Italia
Nel 1797 con la nuova dominazione francese di Napoleone Bonaparte rientrò dal 2 dicembre nel dipartimento del Golfo del Tigullio, con capoluogo Rapallo, all'interno della Repubblica Ligure. Dal 28 aprile 1798 Bogliasco divenne capoluogo del IV cantone della giurisdizione della Frutta e dal 1803 centro principale del VI cantone della Frutta nella giurisdizione del Centro. Annesso al Primo Impero francese, dal 13 giugno 1805 al 1814 fu inserito nel dipartimento di Genova.
Con la caduta di Napoleone I il congresso di Vienna del 1814, invocato nel tentativo di ristabilire l'equilibro tra le nazioni dopo la dominazione napoleonica, stabilì l'annessione del territorio ligure nel Regno di Sardegna; a partire dal 1861 fu parte integrante del neo costituito Regno d'Italia. Dal 1859 al 1926 il territorio fu compreso nel II mandamento di Nervi del circondario di Genova facente parte dell'allora Provincia di Genova.

### Dalla Seconda guerra mondiale alla nascita della Repubblica
Nel 1928 si stabilì l'unione del territorio comunale bogliaschino con la vicina Pieve Ligure: il nuovo ente amministrativo assunse la denominazione di Bogliasco Pieve. Nel 1946, al termine della seconda guerra mondiale, i due comuni tornarono ad avere piena e separata autonomia; la frazione di Poggio Favaro-San Bernardo - già appartenente al comune pievese - passò al neonato comune di Bogliasco. Nello stesso anno, al referendum del 1946, il 65% dei bogliaschini votò per la Repubblica e solo il 34% per la monarchia.
Dal 2014 al 2024 ha fatto parte dell'Unione dei comuni del Golfo Paradiso.

### Simboli
Stemma
Gonfalone
Bandiera

Lo stemma e il gonfalone sono stati concessi con il decreto del presidente della Repubblica del 14 gennaio 1958.

## Monumenti e luoghi d'interesse

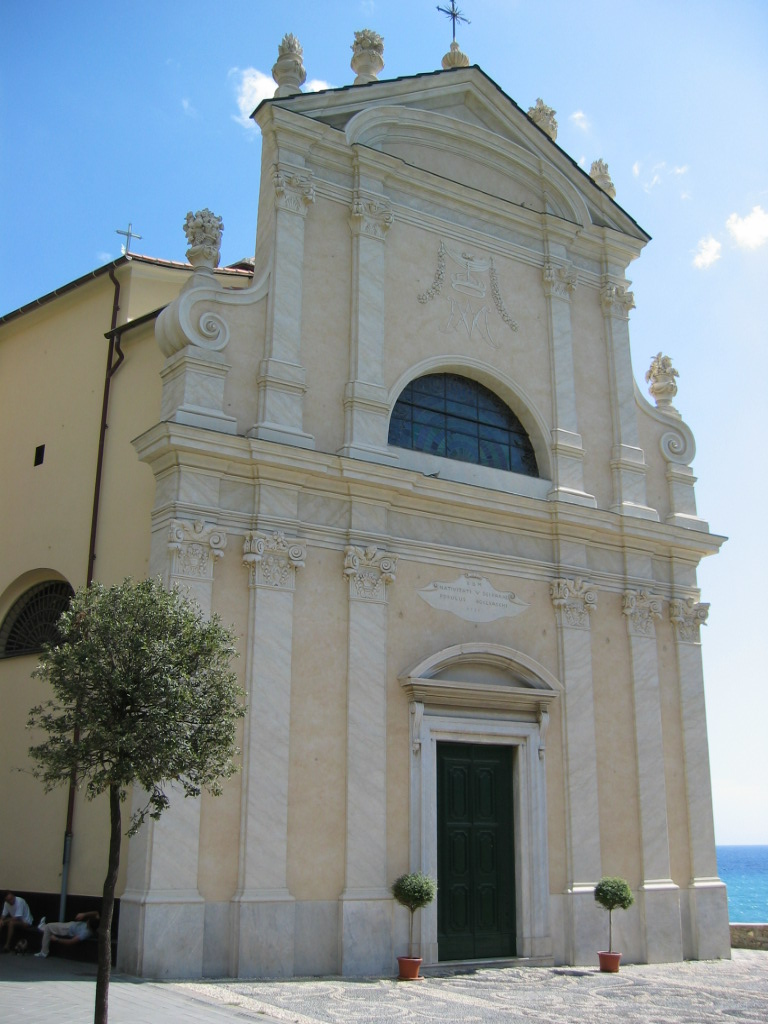
La chiesa parrocchiale della Natività di Maria Santissima nel capoluogo

### Architetture religiose
- Santuario di Nostra Signora delle Grazie nel capoluogo, risalente al 1925.
- Chiesa parrocchiale della Natività di Maria Santissima nel capoluogo. Risalente il primo impianto al XII secolo, fu ricostruito interamente dal 1731 al 1737 da Antonio Maria Ricca.
- Chiesa della Confraternita di Santa Chiara nel capoluogo, datata al 1403.
- Chiesa parrocchiale di San Bernardo di Favaro nella frazione di San Bernardo.
- Chiesa parrocchiale dell'Ascensione di Gesù e Nostra Signora della Neve nella frazione di Sessarego.

### Architetture civili
- Ponte detto "romano", di origine però medievale in quanto risalente al XIII secolo, ad unica arcata presso la foce del torrente Bogliasco. Radicali interventi di ristrutturazione furono compiuti nel corso del Seicento.
- Ex ospizio dei Pellegrini o di San Bartolomeo, nei pressi del ponte medievale. Citato già nel XIII secolo, nel 1744 è nominato "ospitale" sullo Status Animarum. Attivo come ricovero dei pellegrini e dei viandanti fino all'Ottocento, è convertito ora a dimora privata. Nelle adiacenze del palazzo vi era una cappella dedicata a sant'Antonio da Padova.
- Palazzo Gazzo - Jacopino, già dimora nobiliare del XIX secolo presso il capoluogo.
- Villa Maralunga Groppallo, edificata negli anni venti del Novecento in stile liberty.

### Architetture militari

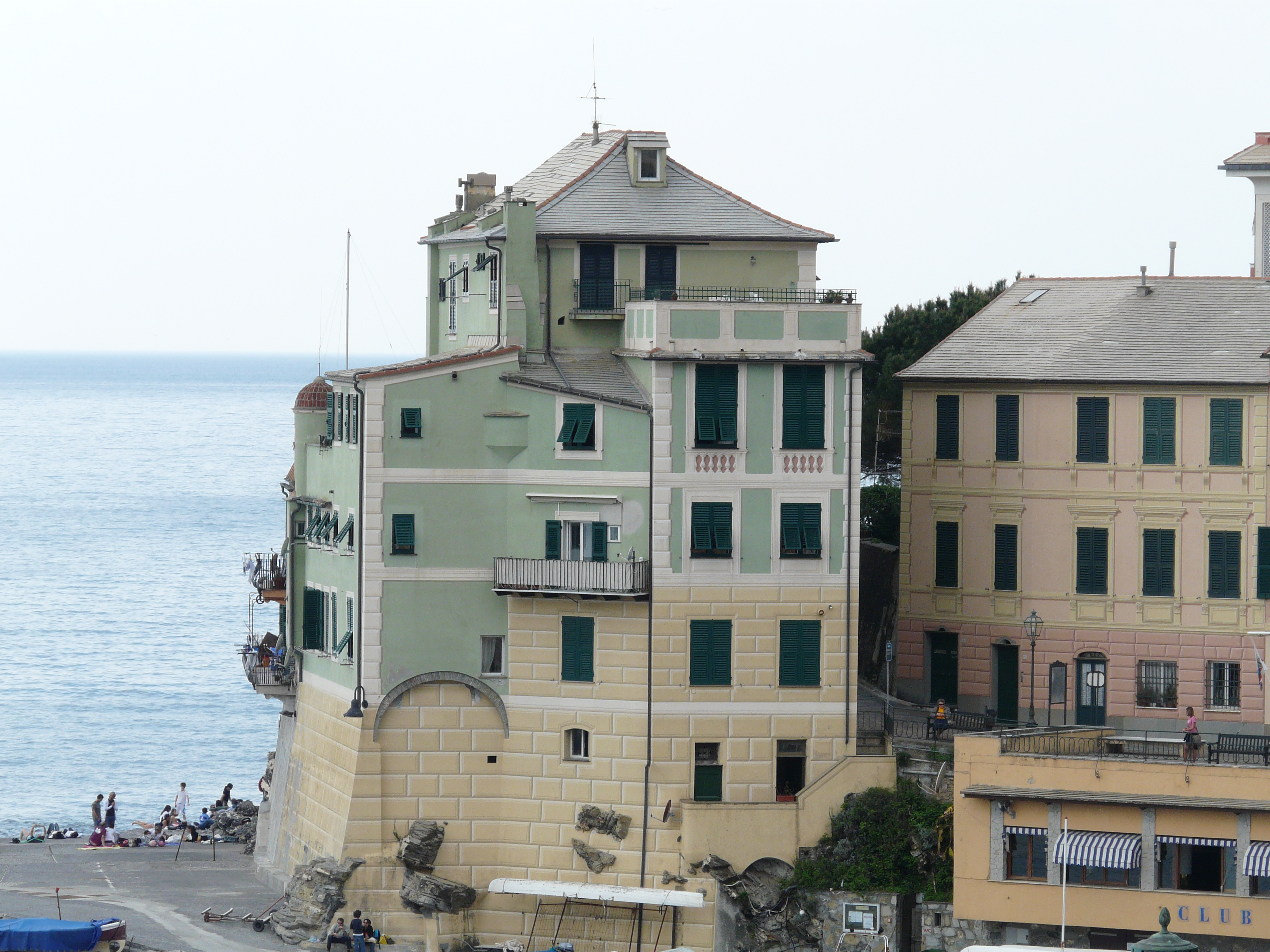
Alcune case presso la marina, edificate sulle fondamenta di un antico castello.

- Alcune case presso la marina, edificate sulle fondamenta di un antico castello.Castello di Bogliasco, presso la Marina. Dell'antica postazione difensiva e d'avvistamento si ignora una data di costruzione, ma si presume eretta, come le vicine torri di avvistamento di Nervi, Pieve Ligure e Polanesi, alla metà del Cinquecento quando ancora i paesi costieri rischiavano pericolosi sbarchi di pirati barbareschi. Della torre primitiva restano tracce riconoscibili dall’attuale immobile abitativo che, nel corso del Settecento è stato costruito sulle sue fondamenta. Nella struttura si distingue ancora la pianta poligonale e irregolare dell’edificio, il basamento a scarpata sullo sperone di roccia del promontorio e una garitta.

### Aree naturali
Nel territorio comunale di Bogliasco è presente e preservato un sito di interesse comunitario, proposto dalla rete Natura 2000 della Liguria, per il suo particolare interesse naturale e geologico. Il sito è collocato tra i fondali dei comuni di Bogliasco, Pieve Ligure e Sori, e la delegazione genovese di Nervi, dove è segnalato un particolare habitat formato da praterie di posidonia oceanica e formazioni coralline. Tra le specie animali sono presenti i pesci: Centrolabrus melanocercus, Gobius cruentatus, Gobius geniporus, Gobius luteus, Hippocampus hippocampus, Hippocampus ranulosus, Labrus viridis, Symphodus cinereus, Symphodus doderleini, Symphodus mediterraneus, Symphodus ocellatus, Symphodus rostratus e Symphodus tinca
Tra i luoghi più evocativi della costa di levante genovese, la scogliera di Pontetto si trova nel comune di Bogliasco al confine con il comune di Pieve Ligure. Durante la stagione estiva è meta di numerosi turisti e bagnanti. Per arrivarvi occorre arrivare alla stazione di Pontetto e, proprio in corrispondenza con il passaggio a livello, imboccare una caratteristica crêuza ligure che scende verso mare.

## Società

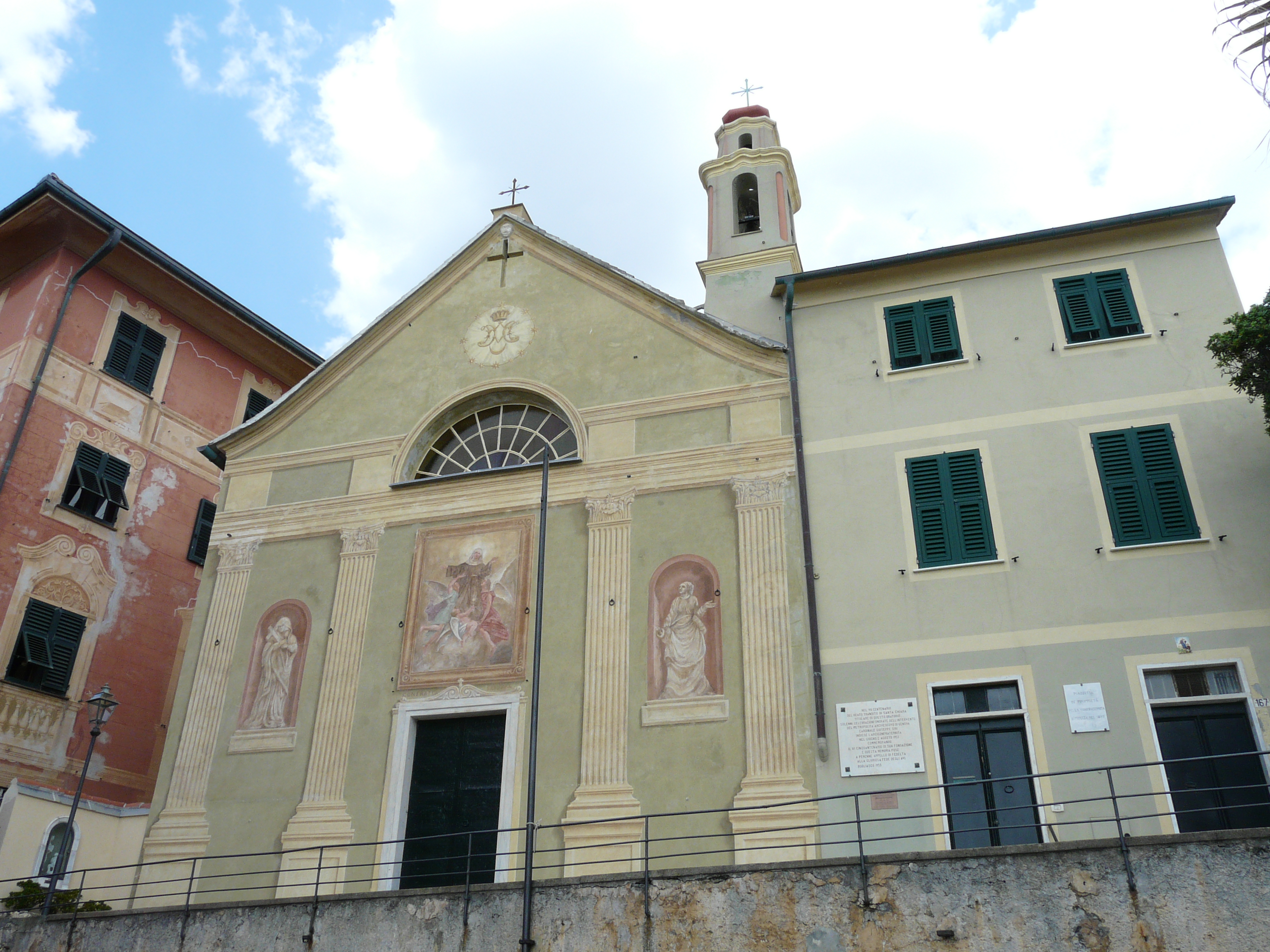
La chiesa di Santa Chiara

### Evoluzione demografica
Abitanti censiti

### Etnie e minoranze straniere
Secondo i dati Istat al 31 dicembre 2023, i cittadini stranieri residenti a Bogliasco sono 195, pari al 4,43% della popolazione.

## Cultura

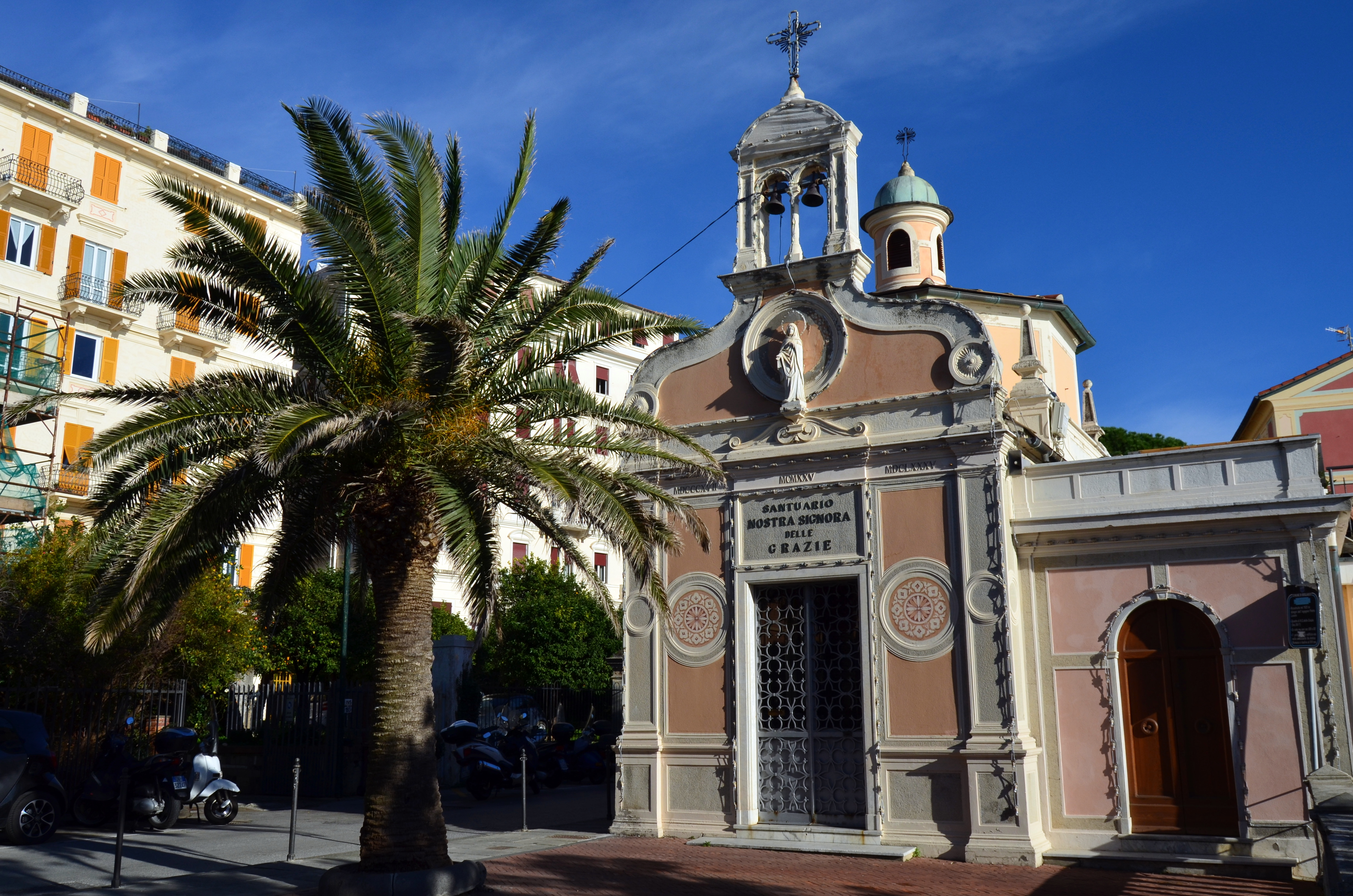
Il santuario di Nostra Signora delle Grazie

### Musica
Il video musicale di Shimbalaiê della cantautrice brasiliana Maria Gadú è stato girato nella località di Bogliasco.
Quasi tutti i videoclip del complesso musicale Buio Pesto sono stati girati a Bogliasco.
È inoltre originario di Bogliasco il rapper Bresh.
Nativo di Bogliasco era il grande cantautore e compositore Umberto Bindi.

## Geografia antropica

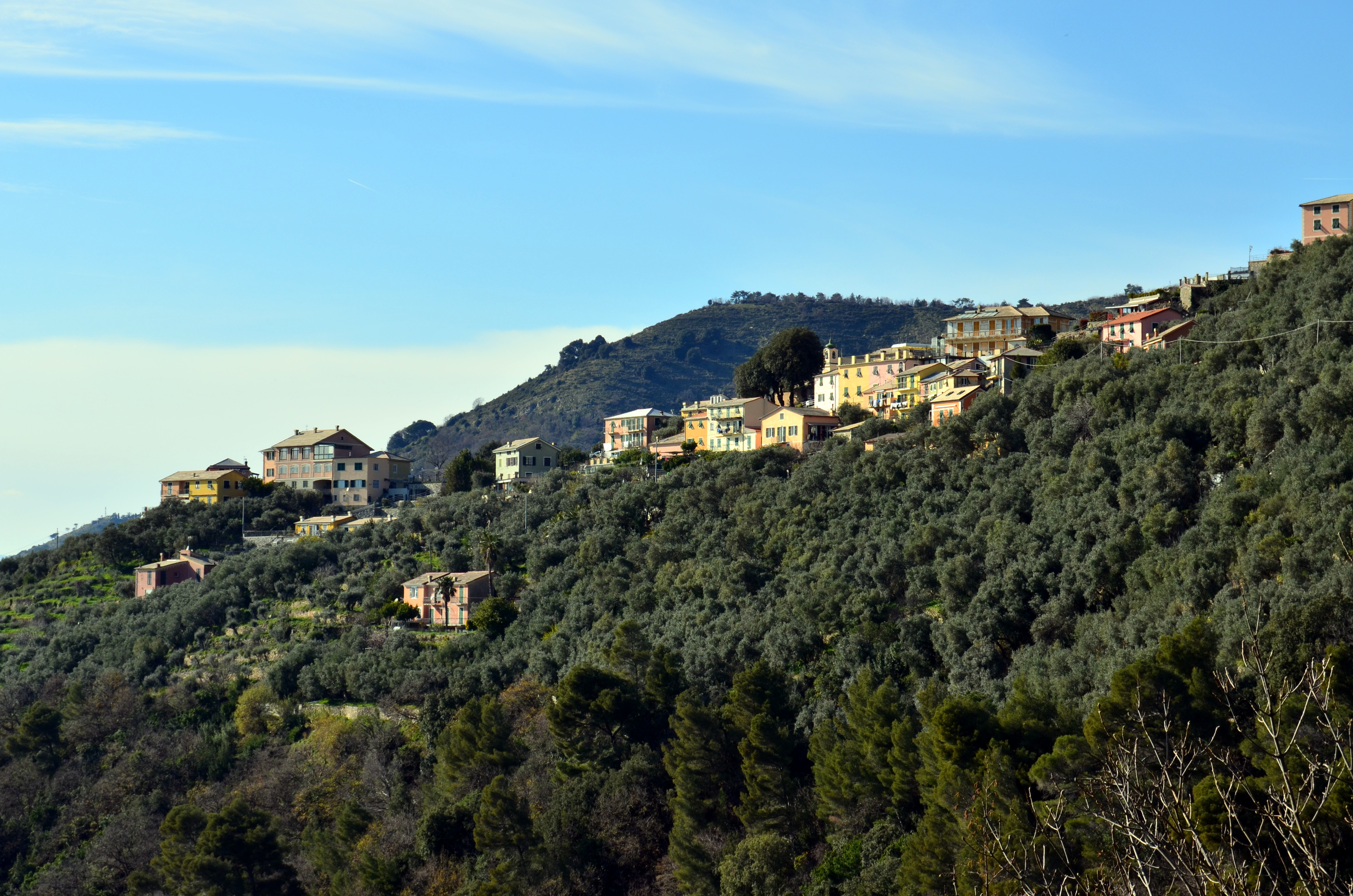
Panorama della frazione di San Bernardo

Il territorio comunale è formato, oltre al capoluogo, dalle due frazioni di Sessarego e di Poggio Favaro-San Bernardo per un totale di 4,42 km2; le prime località sono poste a mezza costa lungo la valle del rio Poggio.
Confina a nord con il comune di Sori, a sud è bagnato dal mar Ligure, ad ovest con Genova (delegazione di Nervi) e ad est con Pieve Ligure. Geograficamente fa parte dell'area del Golfo Paradiso con i comuni di Camogli, Recco, Pieve Ligure e Sori.
Il paese è diviso in due dal torrente Bogliasco. Il torrente però è oggi coperto in ben due punti: prima dalla discarica, poi dai parcheggi e dalla strada. Ciò ha fatto sì che la storica distinzione tra i "bogliaschini de chi" - (bogliaschini di qui, tradotto dal genovese), nella zona ponente, e i "bogliaschini de là dall'ægua" - "bogliaschini al di là dell'acqua" (zona levante) oggi non è più utilizzata. Restano però tuttora scritti nei cartelli delle vie i nomi delle antiche località.

## Economia
Si basa sul turismo, specie quello balneare. È presente un campeggio che fa da riferimento per il turismo di Genova.

## Infrastrutture e trasporti

### Strade
Il territorio comunale di Bogliasco è attraversato principalmente dalla strada statale 1 Via Aurelia che gli permette il collegamento stradale con Genova, ad ovest, e Pieve Ligure ad est.

### Ferrovie
Nel territorio di Bogliasco sono presenti due fermate ferroviarie sulla linea Genova-Pisa denominate Bogliasco in prossimità del centro storico, e Pontetto ai confini con Pieve Ligure.

### Mobilità urbana
Da Genova e Recco un servizio di trasporto pubblico locale gestito dall'AMT garantisce quotidiani collegamenti bus con Bogliasco e per le altre località del territorio comunale.

## Amministrazione

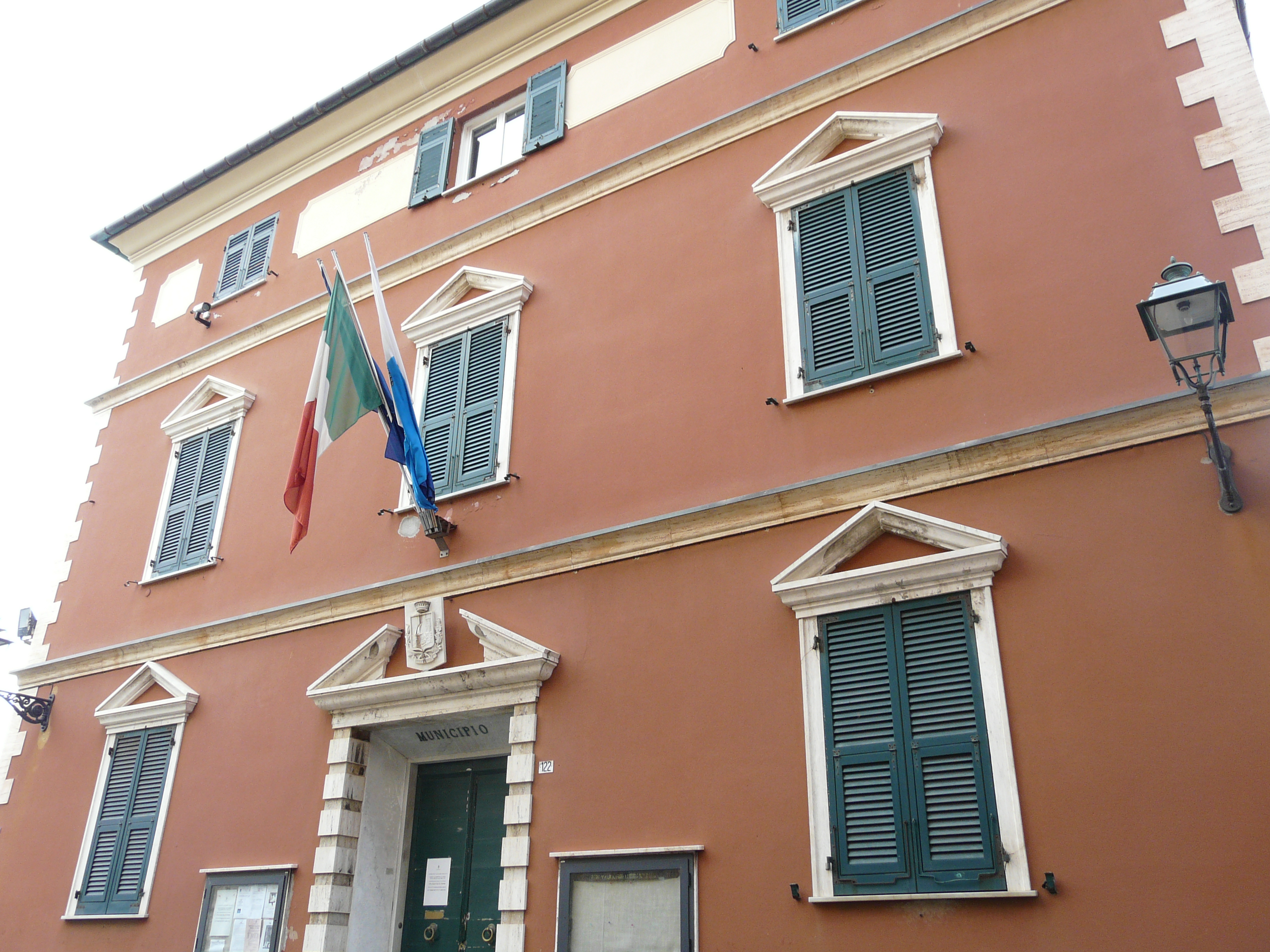
Il municipio

| Periodo        | Periodo        | Primo cittadino       | Partito                                                 | Carica  | Note          |
| -------------- | -------------- | --------------------- | ------------------------------------------------------- | ------- | ------------- |
| 1947           | 1951           | Angelo Vaglio         |                                                         | Sindaco |               |
| 1966           | 1971           | Fulvio Rosina         | DC                                                      | Sindaco |               |
| nd             | nd             | Giuseppe Battini      |                                                         | Sindaco |               |
| 1983           | 23 giugno 1988 | Raimondo Sirotti      | PSI                                                     | Sindaco |               |
| 23 giugno 1988 | 29 maggio 1993 | Raimondo Sirotti      | PSI                                                     | Sindaco |               |
| 8 giugno 1993  | 28 aprile 1997 | Adelio Felice Peruzzi | LN                                                      | Sindaco |               |
| 28 aprile 1997 | 14 maggio 2001 | Adelio Felice Peruzzi | lista civica                                            | Sindaco |               |
| 14 maggio 2001 | 30 maggio 2006 | Pietro Canepa         | lista civica di centro-destra                           | Sindaco |               |
| 30 maggio 2006 | 16 maggio 2011 | Luca Pastorino        | lista civica di centro-sinistra                         | Sindaco | [ 13 ] [ 14 ] |
| 16 maggio 2011 | 5 giugno 2016  | Luca Pastorino        | Insieme per Bogliasco (lista civica di centro-sinistra) | Sindaco |               |
| 5 giugno 2016  | 4 ottobre 2021 | Gianluigi Brisca      | Insieme per Bogliasco (lista civica di centro-sinistra) | Sindaco |               |
| 4 ottobre 2021 | in carica      | Luca Pastorino        | Insieme per Bogliasco (lista civica di centro-sinistra) | Sindaco |               |

### Gemellaggi
Bogliasco è gemellato con:
- Chivilcoy, dal 2014, dove risiedono molti discendenti di emigranti provenienti dal borgo di Sessarego.

## Sport

### Calcio
Tra le associazioni sportive calcistiche il F.C. Bogliasco militante nel campionato di Eccellenza.
A Bogliasco ha sede il centro sportivo "Gloriano Mugnaini", concesso dal Comune di Bogliasco (proprietario dell'area) all'U.C. Sampdoria, che lo impiega come centro d'allenamento. Nelle vicinanze si trovano altresì gli uffici amministrativi del club blucerchiato.
Le altre strutture calcistiche del territorio sono i campi sportivi "Comunale" e "3 campanili".

### Pallanuoto
- Rari Nantes Bogliasco, società di pallanuoto e nuoto sincronizzato fondata nel 1951 e militante nel campionato maschile di Serie A2 e Serie A1 femminile. Vincitrice dello scudetto maschile nel 1981 e della Coppa Italia femminile nel 2016. A partire dal settembre 2016 (dopo la rifondazione) la società è chiamata ufficialmente Bogliasco 1951.